# Barbara Hambly
Barbara Hambly, född 28 augusti 1951, är en amerikansk science fiction- och fantasy-författare.
Av hennes böcker har följande utkommit på svenska:
- Morkeleb den svarte (Dragonsbane) (1988, Förlaget Äventyrsspel)
- Det svarta citadellet (Ladies of Mandrigyn) (1988, Förlaget Äventyrsspel)
- Skönheten och odjuret (1990)

De två förra ingår i bokserien Drakar & Demonerserien. Den senare är en romanisering av TV-serien med samma namn.